# Holmes Hills
Holmes Hills är en kulle i Västantarktis. Argentina, Chile och Storbritannien gör anspråk på området. Toppen på Holmes Hills är 1 700 meter över havet.
Terrängen runt Holmes Hills är kuperad österut, men västerut är den platt.